# Mae
Mae is een Hebreeuwse voornaam voor meisjes. De betekenis is `groots, meder, geboren in mei`.
De populariteit van de naam bereikte in 2015 een hoogtepunt. De naam wordt ook wel gebruikt in combinatie met andere namen, waardoor een samengestelde naam ontstaat, zoals Maelynn, waarbij de naam Lynn is samengevoegd met Mae.
Bekende naamdragers zijn bijvoorbeeld Mae West, Vanessa-Mae, Rita Mae Brown en Tina Turner, die geboren is als Anna Mae Bullock.